# Feuerwehr Hoyerswerda
Die Feuerwehr Hoyerswerda, obersorbisch Wohnjowa wobora Wojerecy, mit Sitz in der Liselotte-Hermann-Straße 89 a in Hoyerswerda ist verantwortlich für den Brandschutz, die Technische Hilfeleistung und die Brandbekämpfung in der Stadt Hoyerswerda. Sie gehört zum Amt 37 Fachbereich Feuerwehr und besteht aus einer Berufsfeuerwehr (BF) sowie 9 Freiwilligen Feuerwehren (FF). Den FF sind die Jugendfeuerwehren sowie Kinderfeuerwehren angegliedert.

## Geschichte
Die erste Freiwillige Feuerwehr in Hoyerswerda wurde im Jahr 1897 in der Altstadt gegründet. Die Berufsfeuerwehr Hoyerswerda wurde am 1. Juli 1950 gegründet und war zuerst in der alten Feuerwache in der Rosa-Luxemburg-Straße untergebracht. Die Fahrzeuge wurden damals noch in einer Scheune in der Senftenberger Vorstadt untergestellt. Die ersten Angehörigen erhielten ihre Ausbildung an der Feuerwehrschule Dresden-Lockwitz. 1950 bestand die BF aus einem Abteilungsleiter, einer Sekretärin, einem Stellvertreter, zwei Wachabteilungsleitern sowie zwei Wachabteilungen mit 6 bis 8 Einsatzkräften im 24h Dienst. Im Folgejahr wurde nach der Ausbildung im Katastrophenschutz mit der Bildung von Katastrophenschutzzügen begonnen. Von 1954 bis 1955 wurde eine neue Feuerwache in der Walther-Rathenau-Straße 1 gebaut.
In den Jahren 1970 bis 1973 wurde in Hoyerswerda eine Feuerwehrschule zur Aus- und Fortbildung von Dienstanfängern betrieben.
Der bereits ab 1993 geplante und 2000 begonnene Neubau der Feuerwache in der Liselotte-Hermann-Straße wurde am 8. Juli 2002 in Betrieb genommen. In der neuen Hauptfeuerwache ist neben der BF das feuerwehrtechnische Zentrum sowie der Rettungsdienst untergebracht.

## Berufsfeuerwehr
Die Berufsfeuerwehr besteht aus 43 aktiven Beamten im feuerwehrtechnischen Dienst und betreibt eine Rettungswache mit 2 Wachabteilungen. Ebenfalls ist sie als Teil des Rettungszweckverband Ostsachsen zuständig für die bodengebundene Notfallrettung. Die Alarmierung erfolgt durch Funkmeldeempfänger über die Integrierte Regionalleitstelle (IRLS) Ostsachsen in Hoyerswerda, die ihren Sitz ebenfalls in der Hauptfeuerwache hat. Die IRLS betreibt zudem das Automatische-Waldbrandfrüherkennungs-System (AWFS) mit 12 Standorten zur Beobachtung von etwa 180.000 Hektar Wald in den Landkreisen Bautzen, Görlitz und Meißen.

## Freiwillige Feuerwehr
| Name                 | gegründet        | Mitglieder |
| -------------------- | ---------------- | ---------- |
| Hoyerswerda-Altstadt | 1897             | 21         |
| Neida                | 16. Februar 1926 | 12         |
| Neustadt/Kühnicht    | 1927             | 24         |
| Bröthen              | 15. Februar 1925 | 21         |
| Michalken            | Juni 1935        | 12         |
| Dörgenhausen         | 18. Mai 1935     | 21         |
| Knappenrode          | Juni 1919        | 12         |
| Schwarzkollm         | 1931             | 25         |
| Zeißig               | August 1927      | 18         |

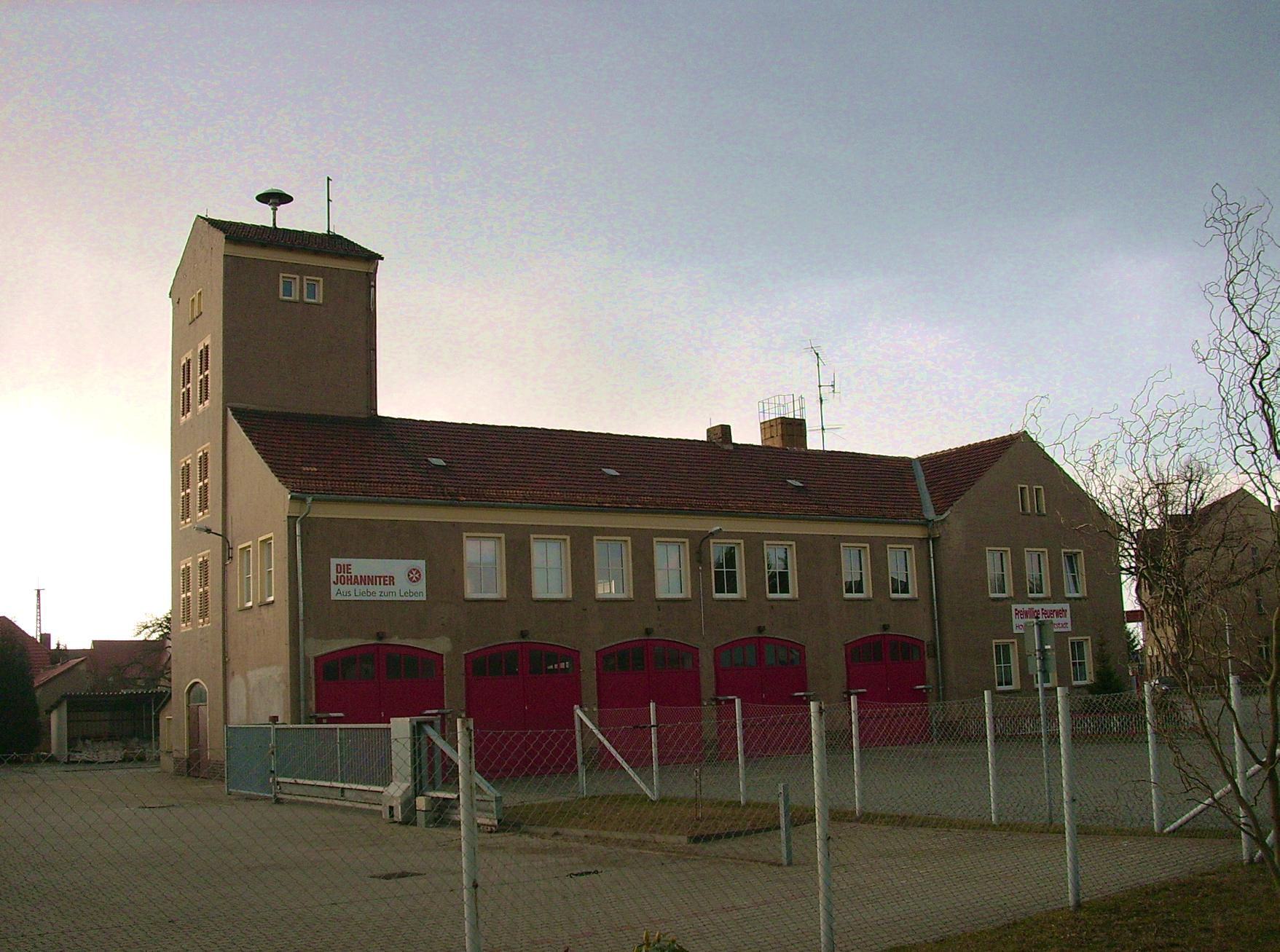
Feuerwehrhaus der FF Hoyerswerda Altstadt
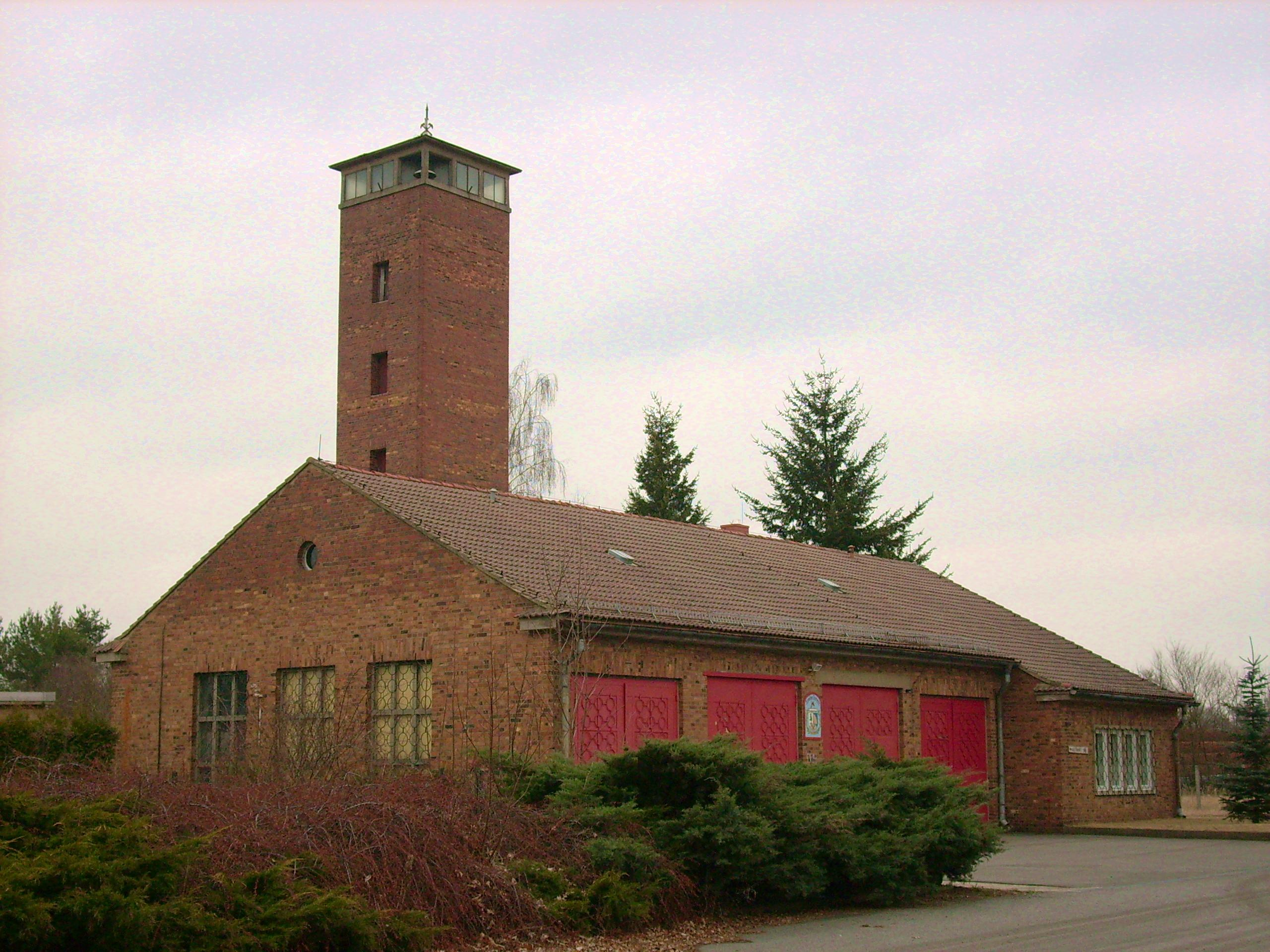
Feuerwehrhaus der FF Knappenrode
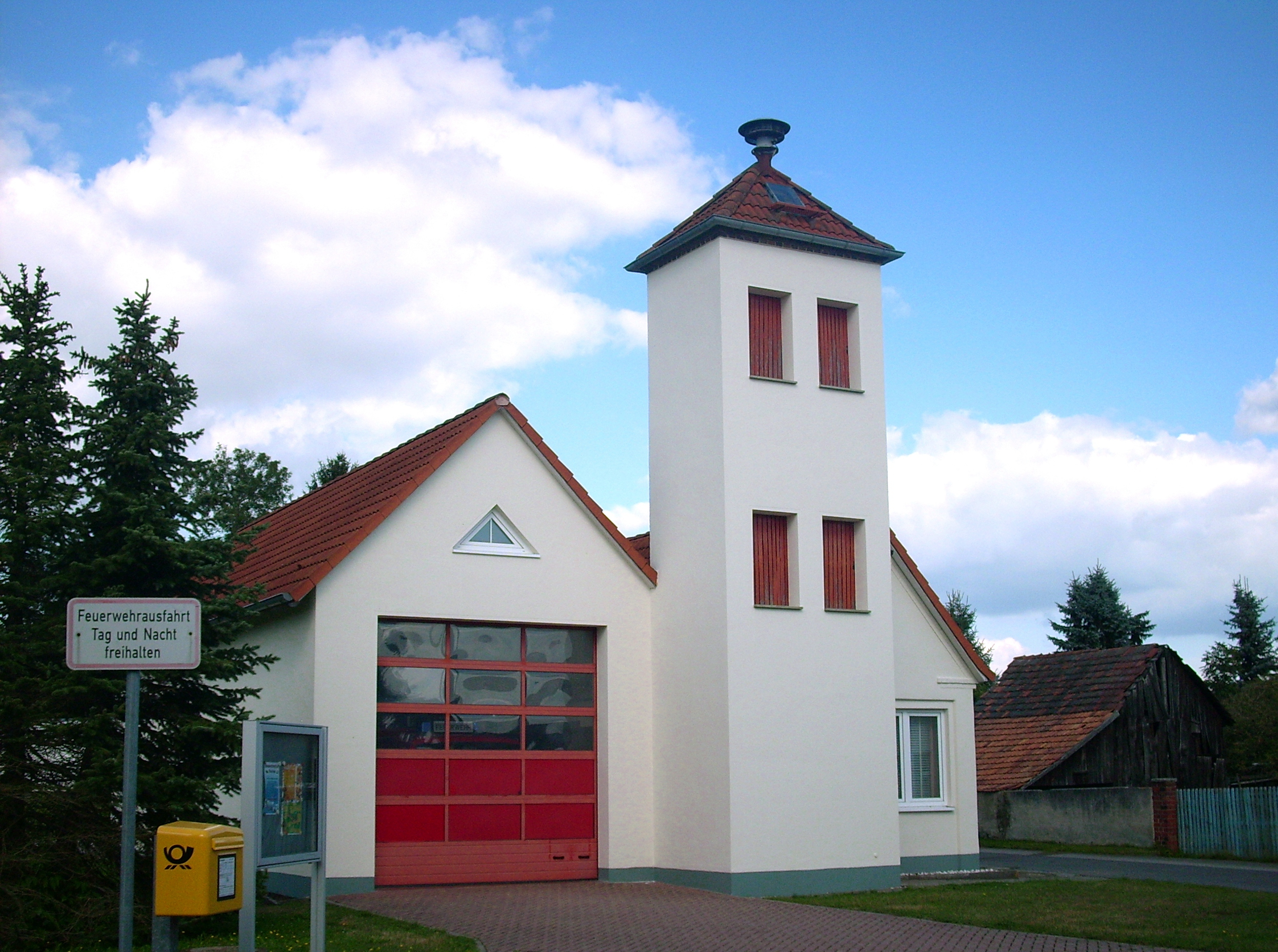
Feuerwehrhaus der FF Michalken
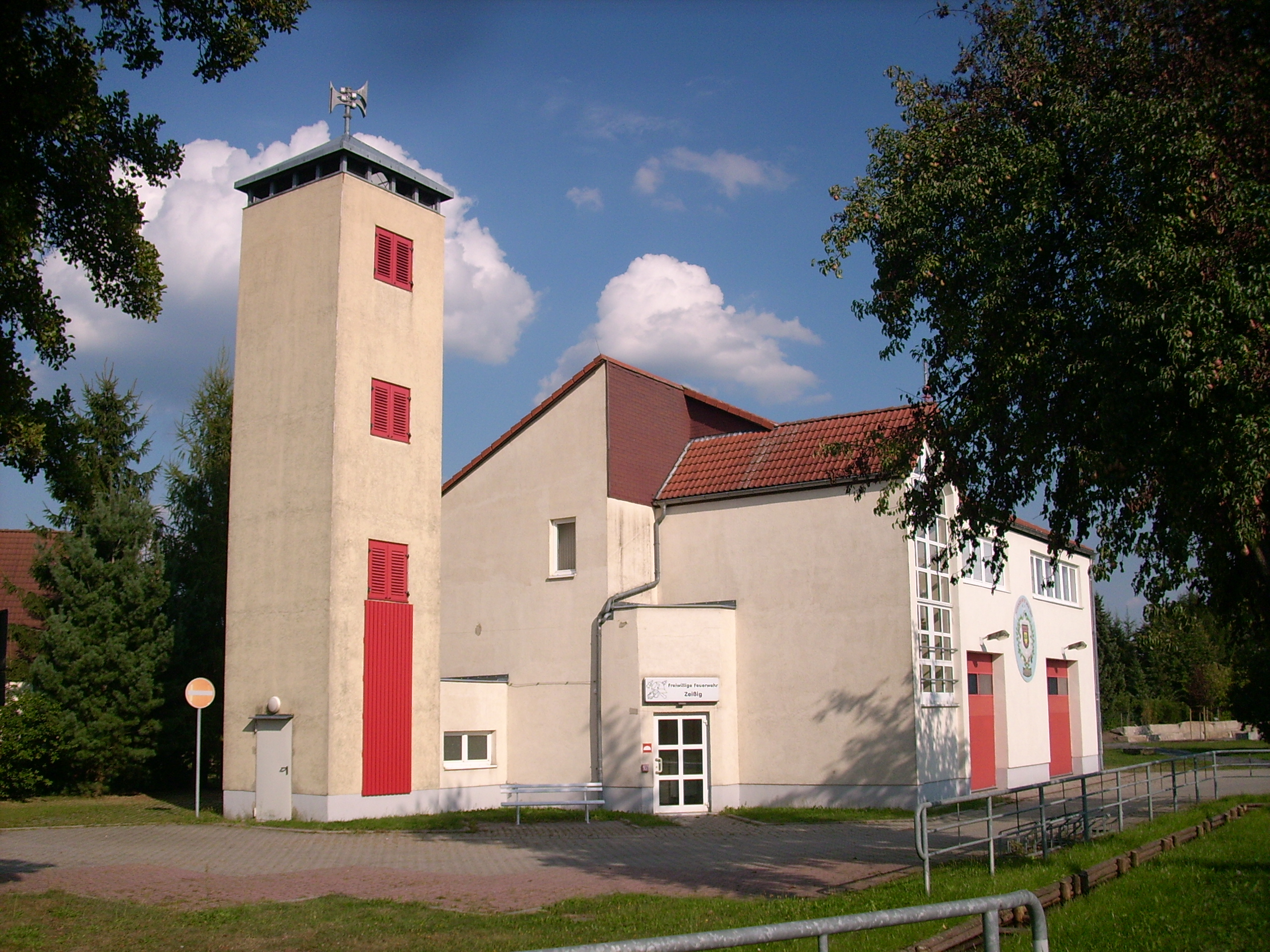
Feuerwehrhaus der FF Zeißig
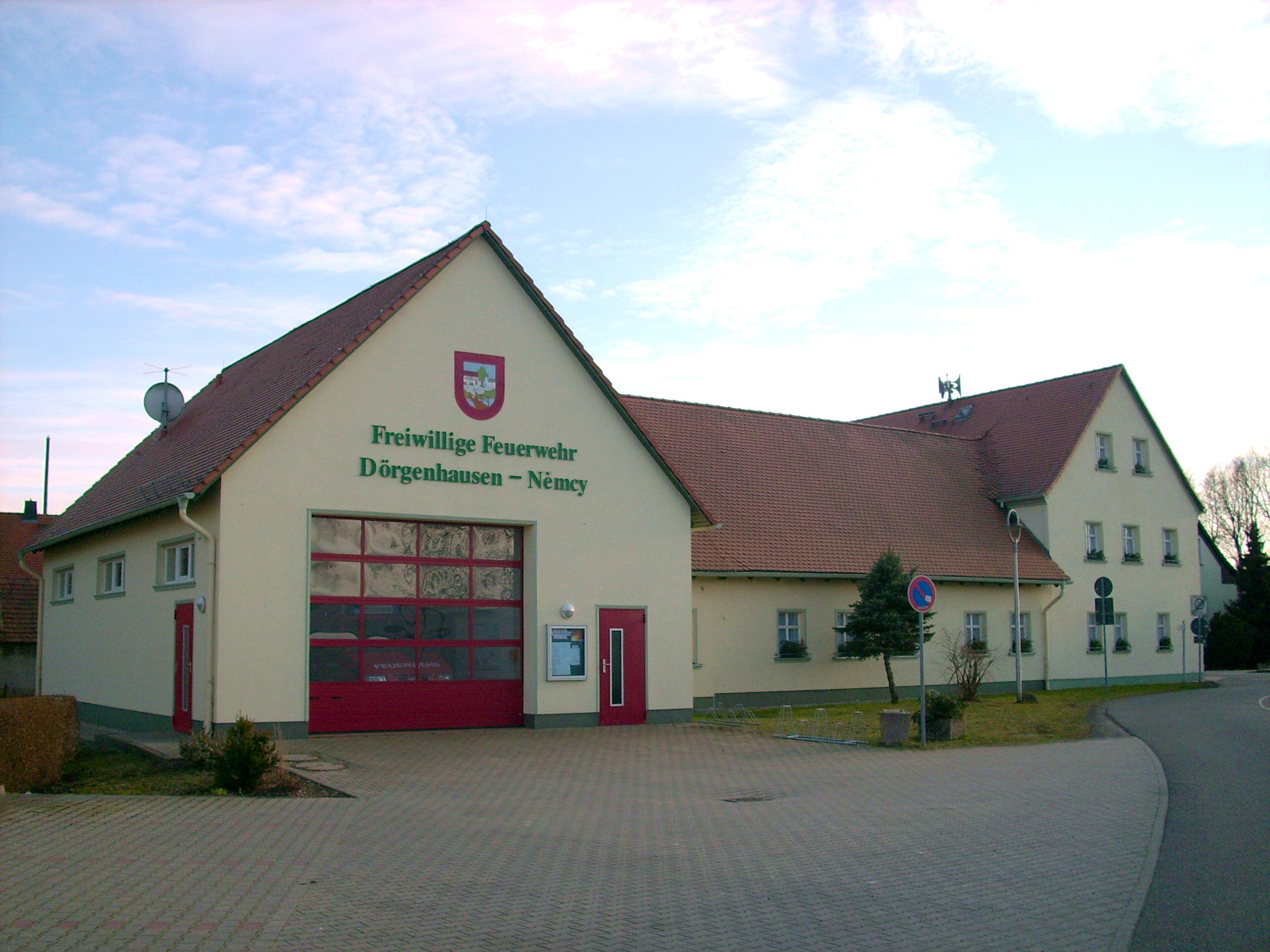
Feuerwehrhaus der FF Dörgenhausen
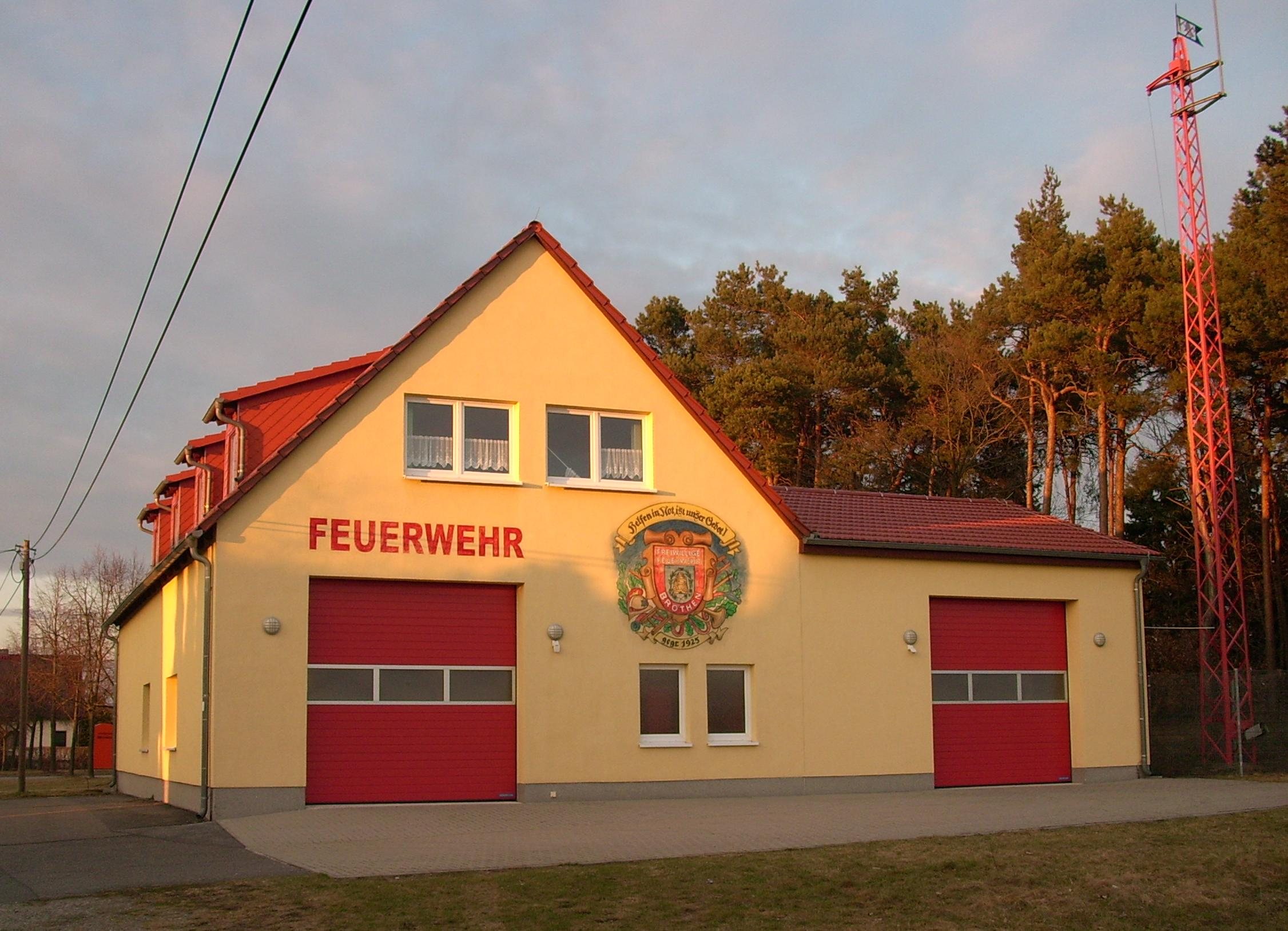
Feuerwehrhaus der FF Bröthen